# Rousselia lappulacea
Rousselia lappulacea là loài thực vật có hoa trong họ Tầm ma. Loài này được (Sw.) Gaudich. miêu tả khoa học đầu tiên năm 1830.